# Las Vegas Film Critics Society Award per il miglior film
Il Las Vegas Film Critics Society Award per il miglior film è una categoria di premi assegnata da Las Vegas Film Critics Society, per il miglior film dell'anno.

## Vincitori
I vincitori sono indicati in grassetto.
- 1997
  - Titanic (Titanic), regia di James Cameron
- 1998
  - Salvate il soldato Ryan (Saving Private Ryan), regia di Steven Spielberg
- 1999
  - American Beauty (American Beauty), regia di Sam Mendes
  - Essere John Malkovich (Being John Malkovich), regia di Spike Jonze
  - Boys Don't Cry (Boys Don't Cry), regia di Kimberly Peirce
  - Magnolia (Magnolia), regia di Paul Thomas Anderson
  - Il talento di Mr. Ripley (The Talented Mr. Ripley), regia di Anthony Minghella
- 2000
  - Erin Brockovich - Forte come la verità (Erin Brockovich), regia di Steven Soderbergh
  - Passione ribelle (All the Pretty Horses), regia di Billy Bob Thornton
  - Quasi famosi (Almost Famous), regia di Cameron Crowe
  - Billy Elliot (Billy Elliot), regia di Stephen Daldry
  - Quills - La penna dello scandalo (Quills), regia di Philip Kaufman
- 2001
  - Memento (Memento), regia di Christopher Nolan
  - Il Signore degli Anelli - La Compagnia dell'Anello (The Lord of the Rings: The Fellowship of the Ring), regia di Peter Jackson
- 2002
  - Confessioni di una mente pericolosa (Confessions of a Dangerous Mind), regia di George Clooney
- 2003
  - Il Signore degli Anelli - Il ritorno del re (The Lord of the Rings: The Return of the King), regia di Peter Jackson
- 2004
  - The Aviator (The Aviator), regia di Martin Scorsese
- 2005
  - I segreti di Brokeback Mountain (Brokeback Mountain), regia di Ang Lee
- 2006
  - The Departed - Il bene e il male (The Departed), regia di Martin Scorsese
- 2007
  - Non è un paese per vecchi (No Country for Old Men), regia di Ethan Coen e Joel Coen
- 2008
  - Frost/Nixon - Il duello (Frost/Nixon), regia di Ron Howard